# Porter (Maine)
Porter város az USA Maine államában, Oxford megyében. Lakosainak száma 1600 fő (2020. április 1.).

## Népesség
A település népességének változása:

| 2010 | 1 498 |
| 2020 | 1 600 |